# 第197回国会
第197回国会（だい197かいこっかい）とは、2018年（平成30年）10月24日に召集された臨時国会である。会期は同年12月10日までの48日間。

## 各党・会派の議席数
| 計475、2018年（平成30年）11月22日時点 - 自由民主党 - 283 - 立憲民主党・市民クラブ - 58 - 国民民主党・無所属クラブ - 37 - 公明党 - 29 - 無所属の会 - 13 - 日本共産党 - 12 - 日本維新の会 - 11 - 社会民主党・市民連合 - 2 - 希望の党 - 2 - 未来日本 - 2 - 自由党 - 2 - 無所属 - 13 - 欠員 - 1 | 計242、2018年（平成30年）10月23日時点 - 自由民主党・国民の声 - 126 - 公明党 - 25 - 立憲民主党・民友会 - 24 - 国民民主党・新緑風会 ‐ 23 - 日本共産党 - 14 - 日本維新の会 - 11 - 希望の会（自由・社民） - 6 - 希望の党 ‐ 3 - 無所属クラブ - 2 - 沖縄の風 - 2 - 各派に属しない議員 - 6 |

## 今国会の動き

### 召集前

#### 2018年（平成30年）
- 7月22日 - 第196回国会が閉会。
- 8月21日 - 無所属で会派「立憲民主党・民友会」所属の宮沢由佳参議院議員が立憲民主党に入党届を提出[4]。
- 8月22日 - 柚木道義衆議院議員が国民民主党に離党届を提出。同日、同党は離党届を受理せず除籍処分とした[5]。
- 10日 - 無所属の小川淳也衆議院議員が会派「立憲民主党・市民クラブ」に入会[6]。
- 9月13日 - 沖縄県知事選挙に出馬した自由党の玉城デニー衆議院議員が自動失職し、所属議員が小沢一郎1人となり会派の構成用件を満たさなくなったため会派「自由党」は解消され、小沢は無所属となった[7]。
- 20日 - 日吉雄太衆議院議員が立憲民主党に離党届を提出[8]。
- 9月25日 - 無所属の寺田学衆議院議員が会派「立憲民主党・市民クラブ」に入会[6]。
- 10月10日 - 無所属の菊田真紀子衆議院議員が会派「立憲民主党・市民クラブ」に入会[9]。
- 10月15日 -今井雅人衆議院議員が国民民主党に離党届を提出[10]。
- 10月17日 - 無所属の野田国義参議院議員が会派「立憲民主党・民友会」に入会。これに伴い、参議院では立憲民主党と国民民主党ともに24議席となり野党第1会派が並んだ[11]。
- 10月18日
  - 立憲民主党に離党を認められた日吉雄太衆議院議員が自由党に復党。これに伴い玉城デニーの失職に伴い消滅していた会派「自由党」も復活[12]。
  - 元希望の党の長島昭久、笠浩史両衆議院議員が新会派「未来日本」を結成[13]。
  - 青山雅幸衆議院議員が立憲民主党に離党届を提出し、同日受理[14]。
- 10月22日
  - 会派「国民民主党・新緑風会」が長浜博行参議院議員の会派退会を参議院事務局に届け出た。これにより国民民主党会派は23人に減り、24人の立憲民主党会派が衆議院に続き参議院でも野党第1会派となった[15]。
  - 会派「国民の声」が参議院事務局に解散を届け出た。所属議員2人の内、藤末健三議員は自民党会派に入会し、会派名は「自民党・こころ」から「自民党・国民の声」に変更。平山佐知子議員は無所属となった[15]。

### 会期中

#### 10月
- 10月24日 - 召集。
  - 開会式[16][17][18]。天皇が「おことば」を述べた[注釈 4]。
  - 衆議院と参議院の本会議で、安倍晋三内閣総理大臣の所信表明演説[注釈 5]が行われた[19]。また、麻生太郎財務大臣の財政演説[注釈 6][20]も行われた。
- 10月29日 - 代表質問1日目。衆議院本会議で、立憲民主党の枝野幸男代表と国民民主党の玉木雄一郎代表、自由民主党の稲田朋美自由民主党筆頭副幹事長が質疑を行い、安倍晋三内閣総理大臣と岩屋毅防衛大臣が答弁を行った[21][22]。
- 10月30日
  - 代表質問2日目。
    - 参議院本会議で、自由民主党の橋本聖子参議院議員会長、立憲民主党の吉川沙織議員が質疑を行い、安倍晋三内閣総理大臣が答弁した[23][24]。
    - 衆議院本会議で、公明党の斉藤鉄夫幹事長と無所属の会の野田佳彦議員、日本共産党の志位和夫委員長と日本維新の会の馬場伸幸幹事長が質疑を行い、安倍晋三内閣総理大臣と石井啓一国土交通大臣が答弁した[23] [25]。
- 10月31日 - 代表質問3日目。参議院本会議で、公明党の山口那津男代表と国民民主党の大塚耕平参議院議員会長、日本共産党の山下芳生参議院議員団長と日本維新の会の片山虎之助共同代表、立憲民主党の牧山弘恵議員、自由民主党の石井準一参議院副幹事長、国民民主党の石上俊雄議員が質疑を行い、安倍晋三内閣総理大臣が答弁を行った[26][27]。

#### 11月
- 11月1日 - 自由民主党が日本のこころを吸収合併し、こころの代表を務めた中野正志参議院議員は自民党に復党[28]。
- 11月7日 - 参院本会議で、平成30年7月豪雨や北海道胆振東部地震の復旧費用などを盛り込んだ総額9356億円の平成30年度補正予算が全会一致で可決、成立[29]。
- 11月20日
  - 斎藤嘉隆参議院議員が立憲民主党に入党[30]。
  - 衆議院本会議にて、外国人労働者受け入れを拡大する入管難民法などの改正案を巡って立憲民主党が提出した葉梨康弘法務委員長の解任決議案を与党などの反対多数で否決[31]。
- 11月27日 - 衆議院本会議にて、外国人労働者受け入れを拡大する入管難民法改正案をめぐり野党6党派が提出した山下貴司法務大臣に対する不信任決議案を与党などの反対多数で否決[32]。その後、同法案は与党などの賛成多数で可決され参院に送付[33]。
- 11月28日
  - 前日に衆議院本会議で国会同意人事が同意されたのに続き、参議院本会議で同意された。5機関の13人[注釈 7][34]。
  - 2018年度の国家公務員の給与を増額する改正給与法が成立[35]。
- 11月30日
  - 参議院本会議にて日中社会保障協定を全会一致で承認[36]。
  - 洋上風力発電の普及に向けた基本的ルールを定めた海洋再生可能エネルギー発電利用促進法が成立[36]。
  - 地理的表示を保護する改正特定農林水産物名称保護法が成立[36]。

#### 12月
- 12月5日 - 原発で重大な事故が起きた際の賠償制度を定めた改正原子力損害賠償法が成立[37]。
- 12月7日 - 参議院本会議にて、入管難民法改正案をめぐり野党5党派が提出した横山信一参議院法務委員長の解任決議案、山下貴司法務大臣の問責決議案、安倍晋三内閣総理大臣の問責決議案を与党などの反対多数で否決[38][39][40]。法案は8日未明、与党と日本維新の会、無所属クラブの賛成多数で可決、成立[41]。
- 12月8日
  - 参議院本会議にて、堂故茂参議院農林水産委員会の解任決議案を与党などの反対多数で否決し、その後、企業の新規参入を促し漁業の生産性を高めるための改正漁業法が可決、成立[42]。
  - 皇太子徳仁親王が新天皇に即位する2019年5月1日と、即位の中心儀式「即位礼正殿の儀」が行われる同年10月22日を同年に限って祝日とする法律が成立[43]。
  - 2019年統一地方選挙の投票日等を定めた地方公共団体の議会の議員及び長の選挙期日等の臨時特例に関する法律（統一地方選挙特例法）が成立[43]。
  - 子どもの健全な成長を後押しするため、母親の妊娠期から切れ目のない医療、福祉の提供を目指す成育過程にある者及びその保護者並びに妊産婦に対し必要な成育医療等を切れ目なく提供するための施策の総合的な推進に関する法律（成育医療等基本法）が成立[43]。
  - スポーツやコンサートのチケットを高値で転売（ダフ屋）することを禁じる入場券不正転売禁止法が成立[43]。
  - トラックの乗務員を確保することで物流を滞らせないための改正貨物自動車運送事業法が成立[44]。
  - アレルギーや消費期限の誤表示など、食品表示の問題で企業が自主回収する場合、行政機関への届け出を義務付ける改正食品表示法が成立[45]。
  - 建築士試験の受験要件である実務経験を、建築士の免許登録時の要件に改める改正建築士法が成立[46]。
  - 日本・EU経済連携協定が承認[43]。
  - 日EU戦略的パートナーシップ協定が承認[47]。
- 12月10日
  - 本人か血縁者以外の第三者にさい帯血を移植するため、民間バンクによる保管や販売を原則禁じる改正造血幹細胞移植推進法が成立[48]。
  - 脳卒中や心筋梗塞などの循環器病の予防推進と、迅速かつ適切な治療体制の整備を進めるための脳卒中・循環器病対策基本法が成立[49]。
  - 会期末。

## 委員会・審査会・調査会
| 委員会・審査会                                     | 委員長・会長 | 所属会派                 |
| -------------------------------------------------- | ------------ | ------------------------ |
| 内閣委員会                                         | 牧原秀樹     | 自由民主党               |
| 総務委員会                                         | 江田康幸     | 公明党                   |
| 法務委員会                                         | 葉梨康弘     | 自由民主党               |
| 外務委員会                                         | 若宮健嗣     | 自由民主党               |
| 財務金融委員会                                     | 坂井学       | 自由民主党               |
| 文部科学委員会                                     | 亀岡偉民     | 自由民主党               |
| 厚生労働委員会                                     | 冨岡勉       | 自由民主党               |
| 農林水産委員会                                     | 武藤容治     | 自由民主党               |
| 経済産業委員会                                     | 赤羽一嘉     | 公明党                   |
| 国土交通委員会                                     | 谷公一       | 自由民主党               |
| 環境委員会                                         | 秋葉賢也     | 自由民主党               |
| 安全保障委員会                                     | 岸信夫       | 自由民主党               |
| 国家基本政策委員会                                 | 佐藤勉       | 自由民主党               |
| 予算委員会                                         | 野田聖子     | 自由民主党               |
| 決算行政監視委員会                                 | 海江田万里   | 立憲民主党・市民クラブ   |
| 議院運営委員会                                     | 高市早苗     | 自由民主党               |
| 懲罰委員会                                         | 篠原孝       | 国民民主党・無所属クラブ |
| 災害対策特別委員会                                 | 望月義夫     | 自由民主党               |
| 政治倫理の確立及び公職選挙法改正に関する特別委員会 | 山口俊一     | 自由民主党               |
| 沖縄及び北方問題に関する特別委員会                 | 末松義規     | 立憲民主党・市民クラブ   |
| 北朝鮮による拉致問題等に関する特別委員会           | 山口壯       | 自由民主党               |
| 消費者問題に関する特別委員会                       | 土屋品子     | 自由民主党               |
| 科学技術・イノベーション推進特別委員会             | 古本伸一郎   | 国民民主党・無所属クラブ |
| 東日本大震災復興特別委員会                         | 古川禎久     | 自由民主党               |
| 原子力問題調査特別委員会                           | 高木毅       | 自由民主党               |
| 地方創生に関する特別委員会                         | 松野博一     | 自由民主党               |
| 憲法審査会                                         | 森英介       | 自由民主党               |
| 情報監視審査会                                     | 浜田靖一     | 自由民主党               |
| 政治倫理審査会                                     | 細田博之     | 自由民主党               |

| 委員会・審査会・調査会                       | 委員長・会長 | 所属会派             |
| -------------------------------------------- | ------------ | -------------------- |
| 内閣委員会                                   | 石井正弘     | 自由民主党・国民の声 |
| 総務委員会                                   | 秋野公造     | 公明党               |
| 法務委員会                                   | 横山信一     | 公明党               |
| 外交防衛委員会                               | 渡邉美樹     | 自由民主党・国民の声 |
| 財政金融委員会                               | 中西健治     | 自由民主党・国民の声 |
| 文教科学委員会                               | 上野通子     | 自由民主党・国民の声 |
| 厚生労働委員会                               | 石田昌宏     | 自由民主党・国民の声 |
| 農林水産委員会                               | 堂故茂       | 自由民主党・国民の声 |
| 経済産業委員会                               | 浜野喜史     | 国民民主党・新緑風会 |
| 国土交通委員会                               | 羽田雄一郎   | 国民民主党・新緑風会 |
| 環境委員会                                   | 那谷屋正義   | 立憲民主党・民友会   |
| 国家基本政策委員会                           | 鉢呂吉雄     | 立憲民主党・民友会   |
| 予算委員会                                   | 金子原二郎   | 自由民主党・国民の声 |
| 決算委員会                                   | 石井みどり   | 自由民主党・国民の声 |
| 行政監視委員会                               | 中川雅治     | 自由民主党・国民の声 |
| 議院運営委員会                               | 末松信介     | 自由民主党・国民の声 |
| 懲罰委員会                                   | 溝手顕正     | 自由民主党・国民の声 |
| 災害対策特別委員会                           | 山本博司     | 公明党               |
| 沖縄及び北方問題に関する特別委員会           | 石橋通宏     | 立憲民主党・民友会   |
| 政治倫理の確立及び選挙制度に関する特別委員会 | 渡辺猛之     | 自由民主党・国民の声 |
| 北朝鮮による拉致問題等に関する特別委員会     | 山谷えり子   | 自由民主党・国民の声 |
| 政府開発援助等に関する特別委員会             | 松山政司     | 自由民主党・国民の声 |
| 消費者問題に関する特別委員会                 | 宮澤洋一     | 自由民主党・国民の声 |
| 東日本大震災復興特別委員会                   | 徳永エリ     | 国民民主党・新緑風会 |
| 国際経済・外交に関する調査会                 | 水落敏栄     | 自由民主党・国民の声 |
| 国民生活・経済に関する調査会                 | 増子輝彦     | 国民民主党・新緑風会 |
| 資源エネルギーに関する調査会                 | 鶴保庸介     | 自由民主党・国民の声 |
| 憲法審査会                                   | 柳本卓治     | 自由民主党・国民の声 |
| 情報監視審査会                               | 中曽根弘文   | 自由民主党・国民の声 |
| 政治倫理審査会                               | 吉田博美     | 自由民主党・国民の声 |